# Hockey Vercelli 2021-2022
Questa voce raccoglie le informazioni riguardanti l'Hockey Vercelli nelle competizioni ufficiali della stagione 2021-2022.

## Maglie e sponsor
Lo sponsor tecnico per la stagione 2021-2022 è Erreà, mentre lo sponsor ufficiale è Engas, società di vendita di gas metano ed energia elettrica.
| 1ª divisa | 2ª divisa |

## Organigramma societario
- Presidente: Gianni Torazzo
- Vicepresidente: Alvise Racioppi
- Consigliere: Mirko Brizzi, Paolo Gallione, Roberto Giraudi, Domenico Sabatino
- Segretario: Costantino Zappino

## Organico

### Giocatori
| N° | Naz.                 | Ruolo | Sportivo            |  |  |  |
| -- | -------------------- | ----- | ------------------- |  |  |  |
| 5  | Argentina (bandiera) | A     | Walter Sisti        |  |  |  |
| 6  | Argentina (bandiera) | A     | Juan Josè Moyano    |  |  |  |
| 7  | Italia (bandiera)    | D     | Cosimo Mattugini    |  |  |  |
| 8  | Italia (bandiera)    | A     | Massimo Tataranni   |  |  |  |
| 17 | Italia (bandiera)    | D     | Matteo Brusa        |  |  |  |
| 30 | Italia (bandiera)    | P     | Ferruccio Pasciullo |  |  |  |
| 55 | Argentina (bandiera) | D     | Nicolas Ojeda       |  |  |  |
| 84 | Italia (bandiera)    | A     | Matteo Zucchetti    |  |  |  |
| 85 | Italia (bandiera)    | P     | Mattia Verona       |  |  |  |
| 96 | Italia (bandiera)    | D     | Giorgio Maniero     |  |  |  |

### Staff tecnico
- Allenatore:  Sergi Punset